# زهران مول
زهران مول مركز تجاري يقع في قلب منطقة سموحة بالإسكندرية مكون من أربع طوابق. يشغل الدور الأرضي سوبرماركت على كامل المساحة ويشتمل الدور الأول والثاني على العديد من المحلات أما الدور الثالث فيعتبر متنفس للزائر ليقضى استراحة في البهو الرئيسى «الفودكورت» والذي تم تصميمه ليتوسط الدور وتحاط به العديد من المطاعم والكافيتريات ومحلات الحلويات والتي تتميز بتقديمها لخدمة متميزة للرواد وكذلك يوجد العديد من أجهزة الألعاب الإلكترونية للصغار والكبار. اما الدور الرابع بالكامل فيشتمل على العديد من دور العرض السينمائي، يمتلك هذا المول رجل الأعمال المهندس ممدوح زهران رئيس مجلس إدارة شركة زهران جروب.

## وصلات خارجية
- الموقع الرسمي